# Crystal Love
Crystal Johnson Kerinaiua, connue sous son nom de scène Crystal Love, est une drag queen et personnalité aborigène des îles Tiwi. Figure respectée de la communauté sistergirl, un genre traditionnel et queer, elle a été l'une des reines du documentaire Black Divaz d'Adrian Russell Wills en 2018.

## Biographie
Love a toujours été féminine et a subi du harcèlement pendant son enfance à cause de cela,.
Selon la photographe Bindi Cole (en), Love est une aînée fédératrice de la communauté des sistergirls, qui compte une cinquantaine de personnes sur les 2500 habitants des îles Tiwi. La visite de Bindi Cole et sa rencontre avec Crystal Love a fait l'objet d'une série de clichés photographiques et d'un documentaire intitulé Eye en 2009 puis Sistagirl.
Love a fait de l'activisme international pour la lutte contre le sida.
Elle a été ambassadrice de la marche des fiertés de Sidney de 2023.
En 2024, elle participe à la Biennale de Sidney avec le collectif Yangamini qu'elle a fondé.

## Publications
- Crystal Love, « Napanangka: The True Power of Being Proud », dans Colouring the rainbow: blak queer and trans perspectives: life stories and essays by First Nations People of Australia, Mile End, South Australia, Wakefield Press, 2015 (ISBN 978-1-74305-393-5)
- Yves Rees et Crystal Love, « Yimpininni », dans Nothing to hide: voices of trans and gender diverse Australia, Crows Nest, NSW, Allen & Unwin, 2022 (ISBN 978-1-76106-649-8)